# Cucina di Macao

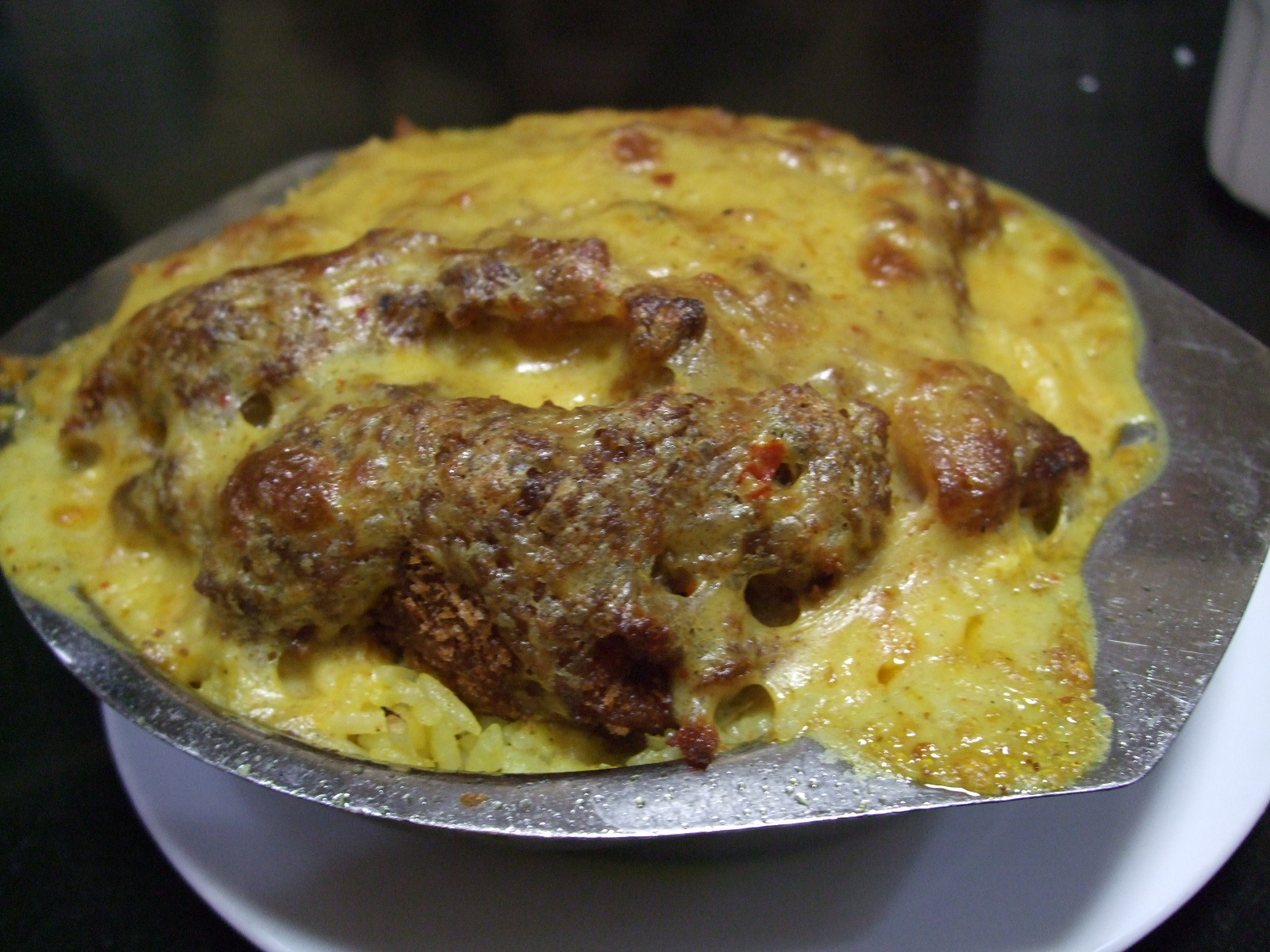
Galinha à portuguesa

La cucina di Macao comprende le abitudini culinarie di Macao. Essa risente dell'influenza della cucina portoghese, nonché delle tecniche culinarie della Cina meridionale, della Malaysia e dell'Indonesia.

## Storia
Il lascito più evidente che la cucina di Macao abbia mai ereditato è senza dubbio dovuto alla dominazione portoghese che intrattenne contatti con l'area per circa 400 anni. Grazie ai portoghesi infatti furono introdotte le patate dolci, gli arachidi (elemento fondamentale per l'olio di arachidi, il primo per diffusione in Cina), i peperoncini e diversi tipi di frutta come papaya e ananas. Per le famiglie più agiate divenne comune servire a tavola vini europei e tè: il Cha Gordo (letteralmente "tè grasso") era una classica cerimonia del tè tipica delle feste dove venivano servite svariate portate, come tacchino, pollo arrosto, polpette, torte, dolci e zuppe, che potevano essere accompagnate da tè speziato proveniente dall'India, da tè al gelsomino tipicamente cinese o dal tè inglese che divenne popolare a partire dalla metà del XX secolo.
Macao divenne presto un importante porto commerciale per i lusitani: fu una tappa imprescindibile per le diverse rotte provenienti dal Medio Oriente, da Goa e dall'India e dirette verso la Malaysia e l'Indonesia. Nell'area arrivarono diversi ingredienti che i portoghesi ritenevano fondamentali, come erbe aromatiche, capperi, curry e olio d'oliva, i quali si andarono a mescolare con gli alimenti stabili della cucina cinese meridionale, come riso, bambù, castagne d'acqua e olio di sesamo.

## Caratteristiche principali

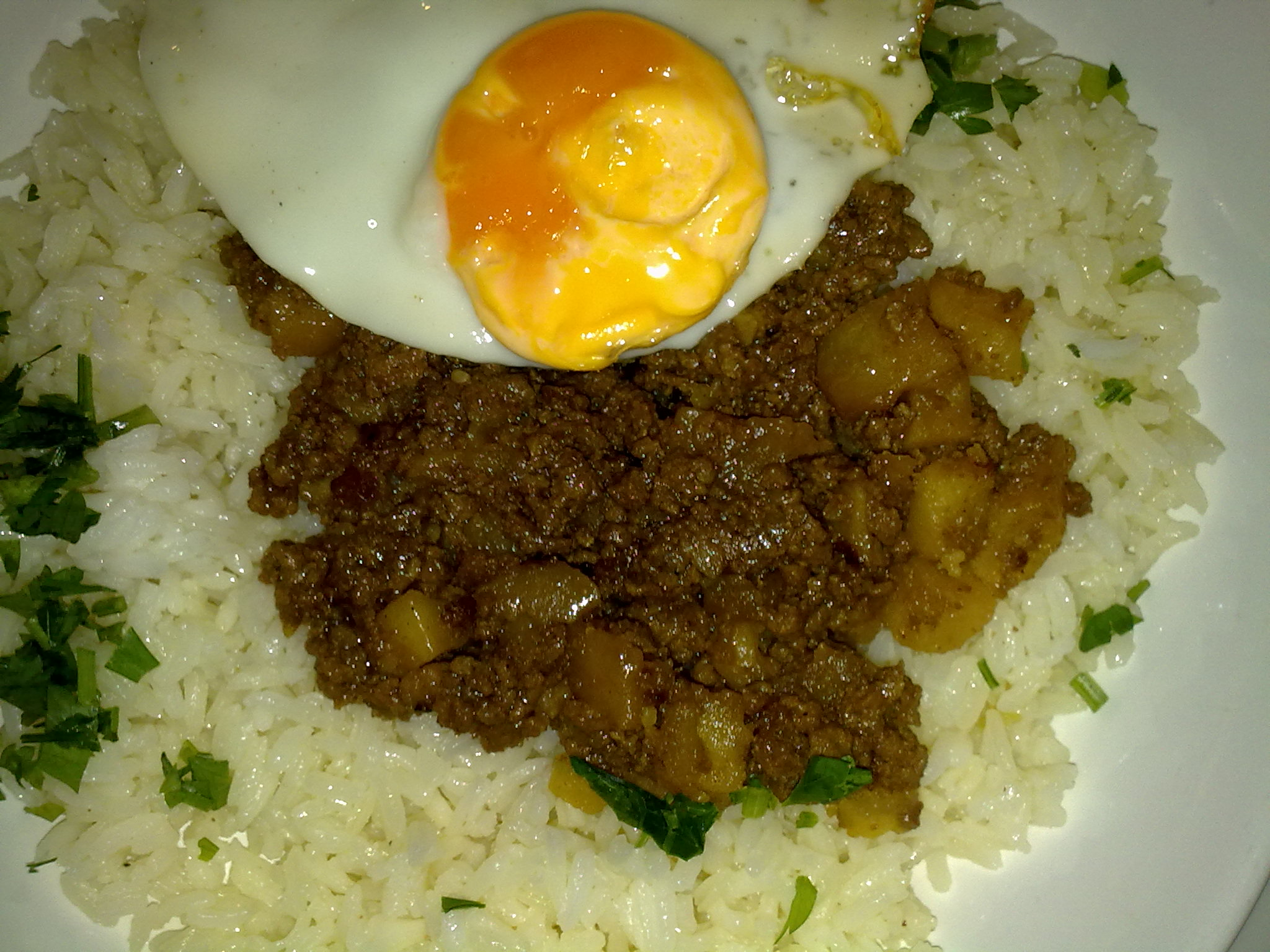
Minchi

Le origini indiane e sud-est asiatiche degli abitanti di Macao hanno fatto sì che i piatti della zona risultino più speziati rispetto a quelli portoghesi oppure a quelli del resto della Cina. Ciò nonostante, il metodo di preparazione risulta pressoché europeo. Tradizionalmente la cucina di Macao non prevede degli standard specifici: ogni famiglia tramanda le proprie ricette di generazione in generazione, pertanto ne consegue che uno stesso piatto possa essere preparato in diversi modi. Uno dei piatti che risente delle influenze indiane, malesi e africane è la galinha à portuguesa, una specialità di Macao assente nella cucina portoghese: esso consiste in uno stufato di pollo e patate in salsa di pomodoro e curcuma guarnito con fiocchi di cocco e chorizo, una salsiccia della penisola iberica. Un'altra specialità di Macao è il minchi, che consiste in carne macinata saltata. Il termine proviene dal patuà, la lingua creola macanese, e sembra derivare dalla parola inglese minced che significa "macinato".
Altri due piatti di derivazione portoghese sono il caldo verde, una zuppa di cavolo, patate e chorizo, e il tacho (detto anche chau chau pele), un tipo di stufato. Si annoverano inoltre delle specialità che sono frutto dell'unione degli stili portoghese, cantonese e malese, come i dan taat, delle crostate all'uovo molto diffuse nei dim sum cantonesi derivanti dalle pastel de nata di Lisbona, i panini di braciole di maiale e i biscotti alle mandorle.
La dieta di Macao inoltre è stata arricchita da diverse specialità provenienti da altre colonie lusitane: si può trovare ad esempio la feijoada, uno stufato di maiale, salsiccia piccante, fagioli, cavolo e patate tipico del Brasile, oppure la galinha à africana, ovvero il pollo marinato con aglio, pepe e salsa piccante, importato dall'Africa.